# Gianmario Ortenzi
Gianmario Ortenzi (Recanati, Marques, 23 de juny de 1976) va ser un ciclista italià, que fou professional entre 1998 i 2002. El seu principal èxit fou la medalla als Campionat del Món en contrarellotge sub-23.

## Palmarès
- 1997
  - Vencedor d'una etapa del Giro de les Regions
- 1998
  - 1r al Giro de les Regions

### Resultats al Giro d'Itàlia
- 2002. 99è de la classificació general

### Resultats a la Volta a Espanya
- 2001. 125è de la classificació general